# Fairchild VZ-5
Fairchild VZ-5 Fledgling (Fledgling - ptáče) byl americký experimentální letoun se schopností VTOL (kolmý vzlet a přistání) postavený pro výzkumné účely společností Fairchild. Stroj si objednala v 50. letech 20. století americká armáda (US Army).

## Vývoj a konstrukce
Fairchild VZ-5 Fledgling byl celokovový hornoplošník s nastavovatelným nosným křídlem. Pokud bylo ve vodorovné poloze, letadlo mohlo letět běžným způsobem. Když se zadní dvě třetiny křídla sklopily dolů, usměrňovaly vzduchový proud směrem k zemi, což dodávalo letounu vztlak pro svislý let či režim visení. Dvě malé čtyřlisté vrtule na ocasním nosníku ve tvaru písmene T zajišťovaly stabilitu při VTOL režimu. Podvozek byl tříbodový, vepředu trupu bylo jedno příďové kolo a dvě po bocích trupu na dlouhých vzpěrách uchycených ke křídlu a k trupu. Pilot seděl v otevřeném kokpitu na přídi. Přestože měl letoun 4 trojlisté vrtule (po dvou na každé části nosného křídla), byl poháněn jedním turbohřídelovým motorem General Electric YT58-GE-2 o výkonu 1 032 hp (764 kW), který se nacházel v zadní části trupu.
Fairchild VZ-5 Fledgling uskutečnil první let 18. listopadu 1959 (připoután lany), poté následovalo ještě několik testů a program byl zrušen.

## Uživatelé
USA
- US Army [1]

## Specifikace

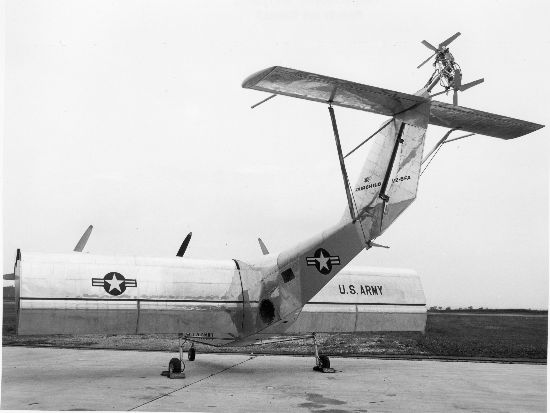
Fairchild VZ-5.

### Technické údaje
- Osádka: 1 pilot
- Délka: 10,26 m
- Výška: 5,13 m
- Rozpětí křídla: 10 m
- Nosná plocha: 17,74 m²
- Prázdná hmotnost:[pozn. 1] 1 534 kg
- Vzletová hmotnost: 1 803 kg
- Pohon: 1× turbohřídelový motor General Electric YT58-GE-2; 764 kW

### Výkony
- Maximální rychlost: 296 km/h (odhadovaná)